# Дойранское озеро
Дойра́нское о́зеро (Дойран; макед. Дојранско Езеро) — озеро тектонического происхождения площадью 43,1 км² на границе Северной Македония (27,3 км²) (община Дойран) и Греции (15,8 км²) (Килкис, периферия Центральная Македония). На северном берегу озера находится горный массив Беласица. У озера округлая форма, максимальная глубина 10 м, длина с юга на север — 8,9 км и 7,1 км в ширину. Это третье по величине озеро в Северной Македонии после Охридского озера и озера Преспа. Озеро образовалось в четвертичный период и имеет тектонико-вулканическое происхождение. Геродот упоминает озеро как Прасиада (др.-греч. Πρασιάς), также известно как Прасийское озеро (Πρασιάδα λίμνη).
В озеро впадает река Сурловская и река Ханджа, стекающие с гор Беласицы, а вытекает река Гёлая, впадающая в реку Вардар.
В озере обитает 16 видов рыб. Водяной лес «Мурия» включен в список «природных памятников», а также, вместе с небольшой частью (200 га) озера Дойран, выдвинут кандидатом для включения в сеть ЕС «Натура 2000».
На озере со стороны Северной Македонии расположены сёла Стар-Дойран, Нов-Дойран, Сретеново и Николикь, а с греческой стороны — село Дойрани.
В последнее время наблюдается уменьшение объёма воды в озере из-за её перерасхода в сельскохозяйственных целях. Так, с 262 млн м³ в 1988 его объём уменьшился до 80 млн м³ в 2000, что повлекло за собой исчезновение около 140 видов флоры и фауны.